# 迪克·格雷森
理查·約翰·「迪克」·格雷森（英語：Richard John "Dick" Grayson）是一位出自DC漫畫的虛構的超级英雄人物，由鮑勃·凱恩及比爾·芬格創造，而傑利·羅賓森（Jerry Robinson）擔任人物設定。1940年4月他作為蝙蝠俠的助手，第一任羅賓第一次出場於《偵探漫畫》#38。1984年7月在由编剧马尔夫·沃尔夫曼和画师乔治·佩雷斯所创作的《少年泰坦》#44开始的故事《犹大契约》中放弃罗宾的身份成為夜翼。
迪克·格雷森是一个被称为“飞翔的格雷森”杂技家族中最年轻的成员，他看着一个叫托尼·祖可的黑手党头目想从雇佣他们的马戏团里勒索钱财被拒后杀死他的父母。在悲剧发生后，布鲁斯·韦恩成为了迪克的合法监护人(在某些版本中，迪克被为布鲁斯的养子)，并训练迪克成为他的搭档罗宾。在许多作家笔下把迪克称为蝙蝠侠的第一个孩子。迪克不仅是蝙蝠侠的搭档，还是少年泰坦的领袖。长大后他发现他无法同时为蝙蝠侠和少年泰坦工作，于是他选择放弃了罗宾的身份，并成为了夜翼。成为夜翼后，他继续领导着少年泰坦以及之后的局外人。在他的独立连载《夜翼》第一卷中，他成为了布鲁海文的保护者，这是哥谭市的卫星城市，也是迪克的家乡。多年来，他还曾驻扎在纽约、芝加哥和哥谭市。
迪克·格雷森曾在一些故事中担任过蝙蝠侠的角色。《蝙蝠侠：骑士陨落》故事后蝙蝠侠背被贝恩打断，布鲁斯在恢复前希望迪克暂时担任蝙蝠侠，格雷森最初拒绝继承蝙蝠侠的披风，他觉得自己作为夜翼是一个独立的英雄，而不是蝙蝠侠的替补。但是之后在同年的大事件《零时》中，他接替了布鲁斯·韦恩成为了蝙蝠侠，从《罗宾》第0期开始，一直到1995年的《蝙蝠侠：浪子回头》结束。2008年在《蝙蝠侠：安息》和《最终危机》事件后，布鲁斯被认为死亡，迪克再次承担起蝙蝠侠的身份。随着成为蝙蝠侠，迪克搬到了哥谭市，与第五代罗宾达米安·韦恩搭档。在布鲁斯回归之后，两人共同担任着蝙蝠侠的身份。直到2011年，迪克在DC的闪点重启后在新52连载中重回夜翼的身份。在2014年大事件《邪恶永恒》中，迪克在电视上被揭露了自己的身份，被迫放弃了自己的身份假装死亡。之后开始了作为旋中谍特工的格雷森系列连载。随着格雷森系列的完结，以及他在最后一期的秘密身份的恢复，迪克作为2016年DC连载新计划DC宇宙：重生的一部分回归夜翼。
迪克·格雷森在1943年版连续剧中由道格拉斯·克罗夫特饰演，1949年版连续剧中由约翰尼·邓肯饰演，1966-1968版蝙蝠侠电视剧以电影由伯特·沃德饰演，1995年的电影《永远的蝙蝠侠》和1997年的续集《蝙蝠侠与罗宾》由克里斯·奥唐纳饰演。在DC流媒体服务上播出的《泰坦》电视剧中由布兰顿·思怀兹饰演。洛伦·莱斯特曾为《蝙蝠侠：动画系列》中的罗宾及之后《蝙蝠侠新冒险》中的夜翼配音。
在2011年，IGN的前100名的漫画书英雄中迪克·格雷森排行第11位。而在2013年，迪克·格雷森以夜翼的身分被ComicsAlliance選為漫畫中最性感的男性角色的第一名。

## 人物
羅賓這個人物原由編劇鮑勃·凱恩及比爾·芬格在偵探漫畫第三十八期，他的出現是為了讓蝙蝠俠的存在更有正面性。金童羅賓的創作靈感是源自於中世紀傳奇人物羅賓漢和美國紅胸知更鳥，以對應黑翼的蝙蝠俠。
迪克原本是馬戲團的空中飛人家族格雷森家族的最小成員，約翰和瑪麗格雷森之子。由於黑手黨首領想勒索馬戲團老闆，因此在繩子上動手腳，導致格雷森家族中的父母死亡。
成為孤兒的迪克，輾轉被當時在場的慈善家兼知名企業主布魯斯·韋恩收養，卻意外發現他的真實身分是高譚市的神祕英雄：蝙蝠俠，爾後更成為了他的助手：羅賓。且在蝙蝠俠的幫助下逮捕了殺害父母的仇人。
蝙蝠俠和羅賓的最大的共通點是他們都面臨父母在眼前被殺害的悲劇。而兩人之間存在這亦父亦師亦友的關係。
身高：178cm、體重：79kg。

## 能力
因時常密集地做訓練，迪克擁有超越常人的體能與耐力。他的智力、反應能力、敏捷都達到人類的巔峰。
迪克會使用合氣道、法國踢腿術、柔道和卡波耶拉，重點在於合氣道，他的武功本領媲美蝙蝠俠。他與數十個武術大師一起做嚴格的培訓，為了打擊犯罪而學會擊劍、潛行和偽裝等戰鬥技能與偵查所必要的偵探技巧、各國語言與電腦知識。
出身於知名的特技家族「飛天格雷森家族」的迪克具有世界級的特技水準，他將特技與自己所學的武術融合成一套自己獨有的戰鬥方式，使他在戰鬥中比蝙蝠俠更加的敏捷與難以捉摸。
迪克擔任夜翼時主要使用性質堅固的聚合物而成的「搭檔棍（staff）」，為雙手持有。新52時則具有電擊的功能。
他還攜帶了幾十個經過修改的蝙蝠飛鏢和被稱為「Wing-Dings」的氣囊。
和蝙蝠俠不同，迪克經常騎著摩托車出擊。除此之外他也擅長駕駛其他的交通工具。
加入旋中諜後，迪克主要使用手槍作為自己的武器。

## 經歷

### 少年泰坦
1964年的《英雄與無畏》連載中出現一個少年版的超級英雄聯盟，由羅賓和阿奎拉等其他英雄的小跟班組成。這個團隊一度解散爾後又因為事件而重新成立，而迪克都被視為這個團隊的領袖。在與少年悍將共同的行動中顯示了其傑出的領導天份。

### 夜翼（Nightwing）
在加入新少年悍將後，成熟的迪克對自己的羅賓身分感到厭倦，而且也因為和蝙蝠俠之間的理念不合，因此放棄了羅賓身分。於新少年悍將44期，他選擇獨立並換了新的身分「夜翼」，這個名字來自超人的故鄉-氪星上的傳說，並以這個新身分繼續打擊犯罪，同時夜翼也成為了和蝙蝠俠相當的本地英雄。

### 蝙蝠俠
Batman RIP事件中布魯斯·韋恩在一次的意外中留下了疑似是其遺骸的枯骨，導致高譚市的蝙蝠俠失蹤了，然而在迪克與冒稱蝙蝠俠的傑森(也就是前第二代羅賓)的戰鬥中發現這世界不能沒有蝙蝠俠，於是穿上了蝙蝠俠的披風，繼續維護黑夜世界的正義。
而他也繼續鍛鍊韋恩的兒子戴米安作為他的助手羅賓.，而且也和先知(另一譯聖賢、神諭)-芭芭拉·高登合作帶領局外人團隊維護世界的安危。

### 新52
2011年年度大事件《閃點》後DC漫畫將超級英雄漫畫連載完結，並在2011年9月出版了52本序號為#1的超級英雄漫畫連載。迪克.格雷森回到了夜翼的身分，在大事件《邪恶永恒》中，他被反派夜枭绑架并向全世界公开了其真实身份。尔后，蝙蝠侠伪造了他的死亡（甚至还给他办了葬礼），迪克加入特工组织旋中碟（Spyral），开启其新的连载《格雷森》。

### DC宇宙：重生
2016年5月随着新52的终结以及DC重生的开启，《格雷森》于#20正式宣告结束。迪克·格雷森在故事的结尾重新回到了夜翼的身份，并开始在《夜翼》和《泰坦》中出场。
2018年，在《夜翼》#50中，迪克由于被枪击中头部而失去记忆，并在之后改名瑞克·格雷森后继续于《夜翼》刊中登场，在《夜翼》#60中已恢復記憶，並建立了夜翼小隊，目前依舊在布魯海文市活動，尚未回歸蝙蝠小隊。

## 其他媒體

### 真人電視劇
- 1966年《蝙蝠俠》：由伯特·沃德飾演。
- 2018年《泰坦》：由布蘭頓·思懷茲飾演。第一季離開蝙蝠俠碰到被追殺的酷姬，與星火、人皮獸組成團隊對抗惡魔跟隨者們。

### 動畫電視劇
- 《少年悍將 (動畫)》：主要以羅賓登場，夜翼身份則是部分客串。
- 《少年悍將GO！》：主要以羅賓登場，夜翼身份則是部分客串。
- 《新蝙蝠俠》：由Evan Sabara（羅賓）、傑瑞·奧康內爾（夜翼）配音。
- 《蝙蝠俠智勇悍將》：由克勞福德·威爾森（羅賓與夜翼）、傑里米·沙達（少年羅賓）、Lex Lang（蝙蝠俠）配音。
- 《少年正義聯盟》：由傑西·麥卡尼配音。第一季以羅賓身份登場，也是團隊創始成員。第二季以夜翼身份登場，並領導團隊。第三季與神諭、黑閃電等人成立多個秘密組織對抗光明會。

### 真人電影
- 《蝙蝠俠不敗之謎》：由克里斯·奧唐納飾演。
- 《蝙蝠俠與羅賓》：由克里斯·奧唐納飾演。

### 動畫電影
- 《正義聯盟：新的邊際》：以羅賓身分登場，由Shane Haboucha配音。
- 《蝙蝠俠：紅頭罩之下》：以夜翼身分登場，由尼爾·派屈克·哈里斯配音。
- 《蝙蝠俠之子》：以夜翼身分登場，由肖恩·馬希爾配音[9]。
- 《蝙蝠俠VS羅賓》：以夜翼身分登場，由肖恩·馬希爾配音[10]。
- 《蝙蝠俠：勢不兩立》：以夜翼/蝙蝠俠身分登場，由肖恩·馬希爾配音[11]。
- 《正義聯盟大戰少年悍將》：以夜翼身分登場，由肖恩·馬希爾配音。
- 《樂高蝙蝠俠電影》：以羅賓身分登場，由麥可·塞拉配音。
- 《少年悍將： 猶大契約》：羅賓及夜翼身分皆有登場。
- 《蝙蝠俠與哈莉奎茵》：以夜翼身分登場。

### 電子遊戲
- 《超級英雄：武力對決》：以夜翼身分登場，由特羅伊·貝克配音。
- 《DC 超級英雄 Online》：以夜翼身分登場，由喬伊·胡得配音。
- 《高譚騎士》

- 蝙蝠俠：阿卡漢系列：
  - 《蝙蝠俠：阿卡漢城市》：以夜翼身分在附加的挑戰任務中登場，由Quinton Flynn配音。
  - 《蝙蝠俠：阿卡漢起源》：以羅賓身分登場在網上多人模式中登場，由Josh Keaton配音。
  - 《蝙蝠俠：阿卡漢騎士》：以夜翼身分登場，並在DLC的追加劇情「高譚警察局大封鎖（GCPD Lockdown）」擔任主角，由Scott Porter配音。

- 樂高蝙蝠俠系列：
  - 《樂高蝙蝠俠》：由James Arnold Taylor配音[12]。
  - 《樂高蝙蝠俠2：DC超級英雄》：由Cam Clarke配音。
  - 《樂高蝙蝠俠3：飛越高譚市》：夜翼身分由Josh Keaton配音。羅賓身分由Charlie Schlatter配音。

## 另見
- DC漫畫角色列表

## 外部連結
- Nightwing （页面存档备份，存于） at DC Comics
- Nightwing （页面存档备份，存于） at BatmanYTB